# Jiří Matějů (výtvarník)
Jiří Matějů (* 17. června 1960, Šternberk) je český malíř a autor sochařských objektů.

## Život
Po dvou letech na pražské ČVUT (1980–1982) studoval mezi lety 1988–1994 na Akademii výtvarných umění v Praze. V rocích 1995–1997 zde působil jako odborný asistent svého bývalého pedagoga, malíře Bedřicha Dlouhého a vizuálního umělce Miloše Šejna. Vystavovat začal na počátku devadesátých let. Zúčastnil se přehlídek Konfrontace ve Svárově (1996) a 99CZ v Praze (1999), jeho práce byly zařazeny na výstavy Současná minulost – Česká postmoderní moderna v Alšově jihočeské galerii v Hluboké nad Vltavou (2000), Česká malba generace 90. let v Adam Gallery v Brně (2011) nebo Fundamenty & Sedimenty / Vzpoura hraček 2011 v Galerii hlavního města Prahy. V roce 2004 získal roční stipendium v Pollock-Krasner Foundation v New Yorku. Žije v Praze a pracuje rovněž ve svém druhém ateliéru na chalupě nedaleko Plzně. Jeho životní partnerkou je výtvarná umělkyně Míla Preslová.

## Dílo
Jádrem tvorby Jiřího Matějů je disciplinované kladení obrazových prvků do přísně geometrických sestav a mřížek. I když obrazy prostřednictvím názvů mnohdy odkazují k reálnému předobrazu, nosná je u nich autonomní kompoziční a barevná skladba, skrze niž – slovy filozofa Miroslava Petříčka – Matějů „sestupuje k podmínkám vidění, barvy a světla“. Skutečnost, že vidění je pro nás velkou měrou subjektivní zkušeností, se v obrazech Jiřího Matějů projevuje v rovině smyslového zážitku z překrývání či sousedství vertikálních a horizontálních linií či pruhů, které vzbuzují dojem prostoru a světla. Obraz se tak stává zdrojem zážitku světla, aniž by byl jeho faktickým zdrojem. Přímá zkušenost pozorovatele je tak stejně významným činitelem jako pomalovaná plocha, která ho vyvolává. Také proto teoretička Vilma Hubáčková tvrdí, že jeho „racionálně koncipované obrazy působí emotivně, poeticky a magicky, což ještě umocňují názvy, založené na asociativním a metaforickém principu.“ Jiří Matějů pak své hlavní výtvarné krédo vyjádřil slovy: „Zajímá mě výhradně tvář obrazu, nikoliv tvář na obraze. Vyprávění, narativní podtext se snažím nahradit podtextem metafory, vizuální metaforou, aby se viditelné mohlo stát vizuálním.“
Přístup Jiřího Matějů stojí na filozofických a duchovních základech. Vedle buddhismu nebo křesťanství ho ovlivňují například poznatky psychologie, matematiky či teoretické fyziky. Například na velké samostatné výstavě v Letohrádku královny Anny (2018) se k tématům dějinnosti, času a přítomnosti vztahoval skrze různé matematické principy, a to včetně číselných principů v židovské mystice. Vrcholem výstavy přitom byly monumentální probarvované muchláže, jejichž vytváření se Matějů – paralelně k geometrické malbě – věnuje od roku 2013. O konkrétně vystaveném souboru autor mluvil jako o metafoře „fenomenologických zástěn, které máme mezi svým tělem a světem, skrze které vnímáme svět a uvědomujeme si své tělo“, avšak po formální stránce jejich na první pohled nahodilé sklady a pomačkání vycházely z užití iracionálních čísel.
Jmenovaná výstava zahrnovala rovněž abstraktní plastiky, které bývají příležitostným přesahem autorovy převážně malířské tvorby podobně jako site-specific instalace, v nichž největší měrou vychází z prostorových a kontextuálních vlastností daného místa. Tak tomu bylo např. už v roce 1997 u instalaci Důvod věcí neviditelných v Nové libeňské synagoze na pražské Palmovce, kterou založil pouze na modulaci osvětlení tohoto duchovního prostoru.

## Samostatné výstavy
- 2020 Coincidence. Kvalitář, Praha  Archivováno 20. 10. 2020 na Wayback Machine.
- 2019 Iluze náhody. Galerie Atrium, Praha
- 2018 Invisible Presence. Letohrádek královny Anny, Praha
- 2015 Utopie. Hauch Gallery, Praha
- 2015 Jiří Matějů a Martin Dašek – projekt site specific, Galerie Dům, Klášter Broumov
- 2014 SkyBlue. Galerie Petr Novotný, Praha
- 2014 1.618 emocionality. Galerie Caesar, Olomouc
- 2012 Souhvězdí vlka. Prinz Prager Gallery, Praha
- 2012 Horizonty. Výstavní síň Sokolská 26, Ostrava
- 2011 Mezi mnou a tebou. Galerie hlavního města Prahy, Staroměstská radnice
- 2009 Na mostě. Wannieck Gallery, Brno
- 2009 Hvězdy na mém stole. Galerie Kabinet, Brno
- 2007 Den za dnem. Galerie ad astra, Kuřim
- 2006 Jiří Matějů. Dům umění, České Budějovice
- 2005 Linewalker. Galerie XXL, Louny
- 2004 Nebe na zemi. Galerie ad astra, Kuřim
- 2003 Nepatrné okamžiky. Galerie Erasmus, Mělník
- 2003 Augenblick. Plíživá Kontra, Jeseník
- 2002 Hra očí. Moravská galerie v Brně, Pražákův palác (Atrium)
- 2001 Prostor pro jedno dílo. Moravská galerie v Brně
- 2000 Labyrint. Galerie výtvarného umění v Ostravě
- 2000 Open Stochov 2000. Stochov
- 1994 Čas a prostor. Galerie Obecní dům, Praha